# Július Szöke
Július Szöke (Hnúšťa, 1º agosto 1995) è un calciatore slovacco, centrocampista dell'AEL Limassol.

## Carriera

### Club
Ha giocato nella massima serie slovacca, in quella kazaka, in quella bielorussa, in quella israeliana ed in quella cipriota.

### Nazionale
Ha giocato nelle nazionali giovanili slovacche Under-19 ed Under-21.

## Palmarès

### Club

#### Competizioni nazionali
- Coppa di Bielorussia: 1

Šachcër Salihorsk: 2018-2019
- Campionato bielorusso: 2

Šachcër Salihorsk: 2020, 2021
- Supercoppa di Bielorussia: 1

Šachcër Salihorsk: 2021
- Campionato cipriota: 1

Arīs Limassol: 2022-2023
- Supercoppa di Cipro: 1

Arīs Limassol: 2023
- Campionato slovacco: 1

Slovan Bratislava: 2024-2025